# 나즈린 샤

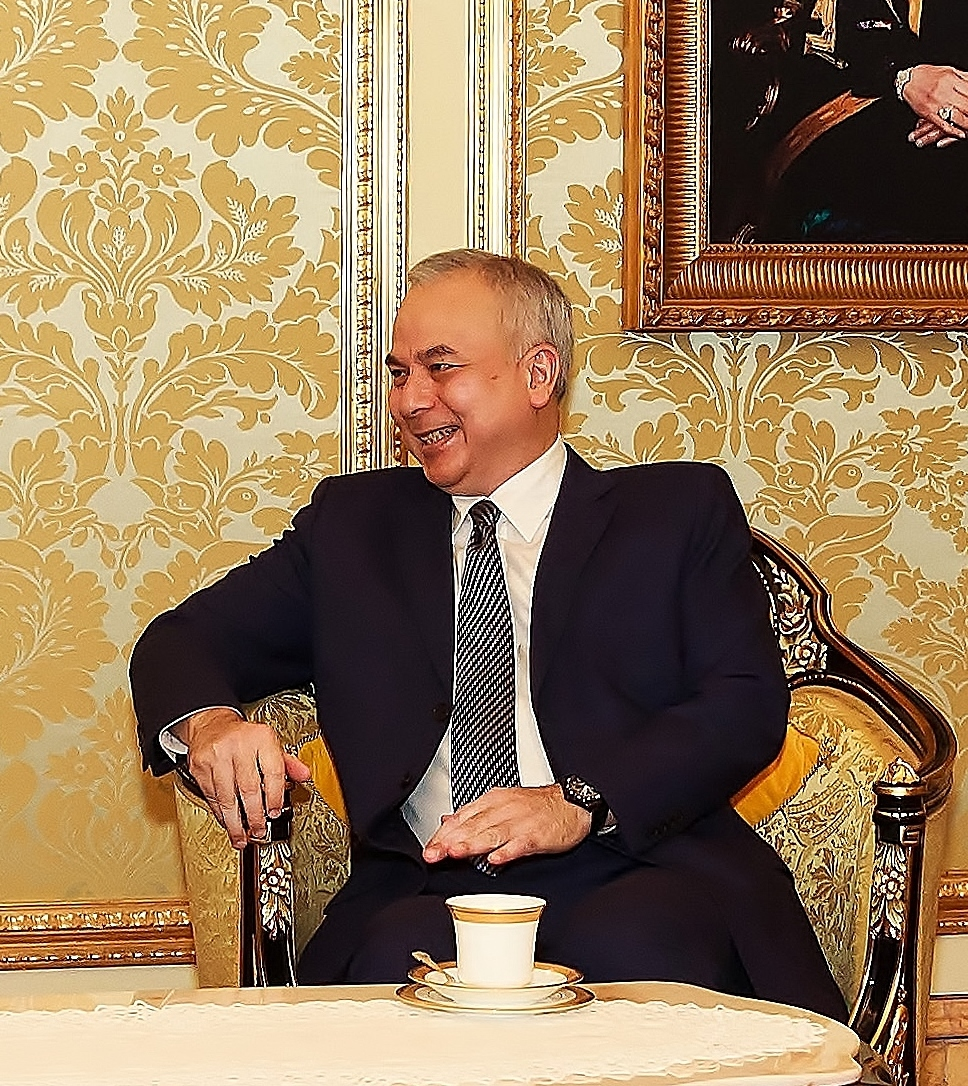

나즈린 샤흐(말레이어: Nazrin Shah)는 페락 주의 제35대 술탄이다. 일반적으로 통하는 이름은 술탄 독터 나즈린 무이주딘 샤흐(Sultan Dr. Nazrin Muizzuddin Shah)이며, 공식적인 이름은 둘리 양 마흐 물리으 파두크 스리 술탄 나즈린 무이주딘 샤흐 이브니 알마르훔 술탄 아즐란 무히부딘 샤흐 알마그푸를라흐, 술탄, 양디-퍼르투안 느가르 단 라즈 프므린트흐 느그리 페락 다룰 리주안 단 자자한 타클룩녀, D.K., D.K.II (슬랑오르), D.K.S.A, S.P.C.M, S.P.T.S, S.P.M.P. (퍼를리스), Ph.D (하버드), MPA (하버드),D.M.N(Duli Yang Maha Mulia Paduka Seri Sultan Nazrin Muizzuddin Shah ibni Almarhum Sultan Azlan Muhibbuddin Shah Al-Maghfurlah, Sultan, Yang di-Pertuan Negara dan Raja Pemerintah Negeri Perak Darul Ridzuan dan Jajahan Takluknya, D.K., D.K.II (Selangor), D.K.S.A, S.P.C.M, S.P.T.S, S.P.M.P. (Perlis), Ph.D (Harvard), MPA (Harvard),D.M.N)이다. 2014년 5월 29일부터 페락 주의 술탄으로 재직하고 있으며, 2015년 5월 6일 취임식을 가졌다.

## 어린 시절
1956년 11월 27일 피낭 주 조지타운에서 아즐란 무히부딘 샤흐와 투앙쿠 바이눈 빈티 무하마드 알리의 장남으로 태어났다. 아버지 아즐란 무히부딘 샤흐는 훗날 페락 주의 술탄과 말레이시아의 군주가 된다.